# Дудкино (Башкортостан)
Ду́дкино — исторический район и деревня Нагаевской волости Уфимского уезда, ныне — в Кировском районе города Уфы. Располагается на левом берегу реки Уфы, в её пойме. Деревню окружают большой лесной массив, старицы реки Уфы и овраги стариц, карстовые воронки, болотистая местность. Деревню связывают с городом грунтовая дорога, паромные переправы «Дудкино» и «Трамплин». Рядом с деревней строится Восточный выезд.

## История
Земли между рекой Уфой и озером Долгим включительно, принадлежали Уфимскому Успенскому мужскому монастырю.
Впервые упоминается как хутор при Дудкином перевозе — здесь с 1676 по 1679 годы уфимский стрелец Антоша Дудка содержал летний постоянный перевоз на лодках и барках, и корчму. Позже, на противоположном левом берегу реки Уфы, возник хутор — отсюда начиналась дорога в Сибирь.
Первый дом построен переселенцем из Вятской губернии Г. И. Галибиным в 1908 году на арендованной земле в ходе Столыпинской аграрной реформы.
В 1930 году при деревне было организовано подсобное хозяйство швейной фабрики «8-е Марта».
К 1933 году относилась к Нагаевскому сельскому совету.
В 1960-х годах земля подсобного хозяйства была постепенно передана под коллективные сады при городских учреждениях.
В деревне находилась начальная школа, библиотека.
В конце 1980-х годов была расформирована, жителям были выделены квартиры, а сама деревня подлежала сносу.
По деревне названы два острова — Дудкинский, который отделяется протокой Воложкой, и Нижний Дудкинский.

## Верхнее Дудкино
Основана в 1925 году уфимцем А. А. Богатырёвым, получившим земельный надел на левом берегу реки Уфы, вдоль её протоки. В 1930 году здесь поселилось несколько семей из Нагаево.
По деревне назван остров Верхний Дудкинский.

## Статус
Официально населённого пункта не существует, так как из-за отсутствия асфальтированной дороги, постоянных паводков, высоты над уровнем моря (89–90 м) содержание деревень со школой и библиотекой и обслуживанием почтой делалось нецелесообразным. В связи с этим в конце 1980-х годов жителям были сделаны предписания на снос домов и выданы квартиры в городе Уфе в качестве компенсаций. Однако после распада СССР сама деревня так и не была снесена и оставалась числиться за Нагаевским сельсоветом. При этом бывшие жители продолжали использовать участки земли и дома в качестве садов.
Согласно закону «Об описании границы муниципального образования Кировский Район города Уфы Республики Башкортостан» деревня Дудкино входит в Искинский сельсовет, однако в «Перечне сельских населённых пунктов в границах города Уфы Республики Башкортостан» указаны две деревни — Верхнее Дудкино и Нижнее Дудкино. В «Реестре административно-территориальных единиц и населённых пунктов Республики Башкортостан» деревня Дудкино отсутствует.
С 2004 года код ОКАТО у деревни Дудкино является историческим.

## Сады в Дудкино
В Дудкино расположены садоводческие товарищества:
| Название         | Владелец                 | Расположение    | Площадь, га | Кол-во участков |
| ---------------- | ------------------------ | --------------- | ----------- | --------------- |
| Аист             | Адм-я Киров. р-на        | Верхнее Дудкино | 5,69        | 99              |
| Березка-4        | Управление жил. хоз-ва   | Нижнее Дудкино  | 2,05        | 30              |
| Восход — Дудкино | Раб-ки Киров. р-на       | Верхнее Дудкино | 6,39        | 117             |
| 8-е Марта        | Статуправление           | Верхнее Дудкино | 17,67       | 320             |
| Геофизик         | Промгеофизика            | Верхнее Дудкино | 4,2         | 88              |
| Гипроводхоз      | Инст-т «Гипровод-хоз»    | Нижнее Дудкино  | 1,81        | 35              |
| Горсовет         | МУП ИСК г. Уфы           | Верхнее Дудкино | 2,3         | 47              |
| Дорожник         | Дорремстрой              | Нижнее Дудкино  | 5,81        | 110             |
| Дружба           | Мин. фин.                | Верхнее Дудкино | 12,3        | 222             |
| Дубки            | БГПИ, МВД                | Нижнее Дудкино  | 7,36        | 135             |
| Дубовая роща     | Уфаводоканал             | Верхнее Дудкино | 10,34       | 175             |
| Дубовая роща-1   | Уфаводоканал             | Верхнее Дудкино | 0,64        | 11              |
| Дубовая роща-2   | Уфаводоканал             | Верхнее Дудкино | 10,01       | 150             |
| Дуслык           | УПЗ                      | Верхнее Дудкино | 14,2        | 273             |
| Журналист        | Раб-ки. газ. Кызыл Тан   | Нижнее Дудкино  | 11,26       | 230             |
| Зеленый мыс      | Адм-я Киров. р-на        | Нижнее Дудкино  | 17,5        | 423             |
| Косметика        | Космет. фабрика          | Верхнее Дудкино | 7,34        | 230             |
| Красный сад      | Адм-я Киров. р-на        | Нижнее Дудкино  | 5,4         | 84              |
| Маяк             | МУП ИСК г. Уфы           | Нижнее Дудкино  | 1,19        | 25              |
| Октябрь          | Адм-я Октябр. р-на       | Верхнее Дудкино | 4,5         | 100             |
| Отдых            | КВП при Совет. райсобесе | Верхнее Дудкино | 7,51        | 126             |
| Отдых            | Киров. РОВД              | Верхнее Дудкино | 5,2         | 92              |
| Отдых            | Объед. химчисток         | Верхнее Дудкино | 4,96        | 88              |
| Приозерный       | Станция защ. раст.       | Верхнее Дудкино | 13,37       | 267             |
| Рассвет          | КВП адм. Киров. р-на     | Нижнее Дудкино  | 9,53        | 152             |
| Росинка          | ПУНЖХ                    | Верхнее Дудкино | 2           | 44              |
| Строитель        | Адм-я Орджоник. р-на     | Верхнее Дудкино | 10,34       | 217             |
| Тишина           | Уфим. предпр. ВОС        | Верхнее Дудкино | 3,37        | 60              |
| Труд             | Адм-я Киров. р-на        | Нижнее Дудкино  | 3,8         | 84              |
| УТТУ-1           | УТТУ                     | Верхнее Дудкино | 8,93        | 141             |
| УТТУ-2           | УТТУ                     | Верхнее Дудкино | 5,18        | 108             |
| Уфимка           | Госкомнефтепрод.         | Нижнее Дудкино  | 6,32        | 119             |
| Фиалка           | Горпромторг              | Верхнее Дудкино | 6,38        | 102             |
| Чиполлино        | Уфагорсвет               | Верхнее Дудкино | 2,1         | 45              |
| Экран            | Раб-ки киносети          | Верхнее Дудкино | 3,88        | 67              |
| Ягодка           | Госкомнефтепрод.         | Верхнее Дудкино | 11,37       | 215             |
| Ягодка           | МВД                      | Верхнее Дудкино | 2,87        | 56              |